# Jed Graef
Pour les articles homonymes, voir Graef.
Jed Graef, de son vrai nom Jedward Richard Graef, né le 1er mai 1942 à Montclair (New Jersey), est un nageur américain des années 1960.

## Carrière
Jed Graef est sacré champion olympique en 200 mètres dos aux Jeux olympiques d'été de 1964 se tenant à Tokyo.
Il intègre l'International Swimming Hall of Fame en 1988.